# Lynn Davies
Lynn Davies (Reino Unido, 20 de mayo de 1942) fue un atleta británico, especializado en la prueba de salto de longitud en la que llegó a ser campeón olímpico en 1964.

## Carrera deportiva
En los JJ. OO. de Tokio 1964 ganó la medalla de oro en el salto de longitud, con un salto de 8.07 metros, quedando en el podio por delante del estadounidense Ralph Boston (plata con 8.03 m) y el soviético Igor Ter-Ovanesyan (bronce con 7.99 metros).
Dos años después, en el Campeonato Europeo de Atletismo de 1966 celebrado en Budapest volvió a ganar el oro en salto de longitud, y en el Campeonato Europeo de Atletismo de 1969 celebrado en Atenas, ganó la medalla de plata.